# Lorenzo da Villamagna
Lorenzo da Villamagna, al secolo Aurelio de Masculis (Villamagna, 12 maggio 1476 – Ortona, 6 giugno 1535), fu un sacerdote professo dei frati minori osservanti; il titolo di beato gli fu riconosciuto da papa Pio XI nel 1923.

## Biografia
Figlio di Silvestro de Masculis e di Pippa d'Eletto, abbracciò giovanissimo la vita religiosa tra i frati minori, tra i quali si distinse per la vita di preghiera e le opere di carità. Si guadagnò fama di profonda dottrina e santità e fu spesso richiesto in numerose citta d'Italia.
La tradizione agiografica gli attribuisce, ancora in vita, il dono dei miracoli e della profezia.

## Il culto
Le sue spoglie, trovate incorrotte dopo alcuni anni dalla morte, nel 1829 furono collocate sotto l'altare maggiore nella chiesa dei minori osservanti di Santa Maria delle Grazie a Ortona; durante la seconda guerra mondiale le sue reliquie non vennero danneggiate.
Papa Pio XI, con decreto del 28 febbraio 1923, ne confermò il culto con il titolo di beato.
L'iconografia lo rappresenta con il libro della Sacra Scrittura in mano.
Il suo elogio si legge nel martirologio romano al 6 giugno.